# 圖曼斯卡胡塔
51°3′57″N 30°58′42″E / 51.06583°N 30.97833°E
圖曼斯卡胡塔（烏克蘭語：Туманська Гута），是烏克蘭北部切爾尼希夫州切爾尼希夫區奥斯泰尔市镇的村庄。始建於1660年，面積0.99平方公里，海拔高度105米，2001年人口166，人口密度每平方公里168.2人。